# Дворана Тиволи
Дворана Тиволи је назив за вишенаменску спортску дворану са пратећим садржајима, предвиђену за одржавање спортских, културних, пословних и забавних манифестација. Састоји се од две дворане. Мања дворана предвиђена је као дом локалног кошаркашког клуба Олимпија, док је већа дворана предвиђена као дом локалне хокејашке екипе Олимпије Љубљана.
Укупни капацитет дворане варира од 4.000 седећим места у малој дворани до 5.500 места у великој дворани.
У септембру 2013. године у њој су игране утакмице групне фазе Европског првенства у кошарци. 